# Seconda invasione mongola dell'Ungheria
La seconda invasione mongola dell'Ungheria (in ungherese Második tatárjárás) fu una spedizione militare guidata da Nogai Khan e Talabuga con l'intento di saccheggiare il regno d'Ungheria durante l'inverno del 1285-1286. A differenza della prima invasione mongola dell'Ungheria (1241-1242), questa spedizione si rivelò un fallimento per gli aggressori, i quali subirono pesanti perdite a differenza dei difensori magiari, che si fecero trovare molto più preparati rispetto a qualche decennio prima.

## Antefatti

### La prima invasione
Nel 1241, un esercito mongolo guidato da Subedei e Batu Khan invase l'Europa centrale e orientale, nello specifico la Polonia, la Bulgaria, la Croazia e il Regno d'Ungheria. Il tentativo magiaro di arrestare l'invasione durante la grande battaglia di Mohi fallì catastroficamente. La cavalleria leggera, che costituiva il grosso delle forze a cavallo ungheresi, si dimostrò inefficace contro le truppe mongole; i pochi cavalieri pesantemente corazzati (principalmente composti da unità dei Cavalieri templari) giocarono un peso decisamente marginale, in quanto sarebbe stato preferibile impegnarli in combattimenti ravvicinati. I mongoli surclassarono in maniera schiacciante l'esercito ungherese e procedettero a devastare le campagne del regno nell'anno successivo. Alla fine della loro campagna, circa un quarto della popolazione ungherese era stata uccisa e la maggior parte dei principali insediamenti del regno era stata ridotta in macerie.
Il legno, l'argilla e la terra, ovvero le difese che costituivano le mura della maggioranza delle città e dei forti, cedettero facilmente per via dell'impiego di macchine d'assedio ad opera dei mongoli. Molti insediamenti ungheresi non vantavano alcuna fortificazione esterna. Un cronista tedesco coevo segnalò che gli ungheresi «non avevano quasi nessuna città protetta da mura o robuste fortezze». La sorte fu esattamente opposta per i castelli di pietra, in quanto non ne cadde nessuno, nemmeno quelli il cui territorio circostante era stato completamente occupato dai mongoli. Quando questi ultimi tentarono di usare le loro macchine d'assedio contro le mura in pietra della fortezza di Clissa, in Croazia, non arrecarono assolutamente alcun danno e furono respinti con pesanti perdite. Un evento simile accadde quando tentarono di catturare la cittadella di Strigonio; nonostante i mongoli fossero in grande superiorità numerica e disponessero di trenta macchine d'assedio che adoperarono per abbattere le torri di legno della città, questa non cedette.

### Riforme militari

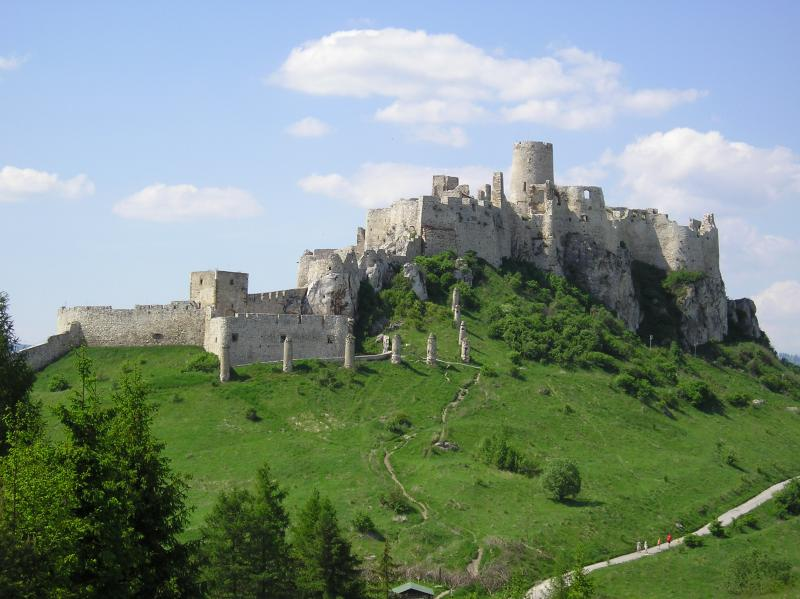
L'Invasione mongola dell'Europa nel XIII secolo portò alla costruzione di possenti fortificazioni in pietra, come nel caso del castello di Spiš, oggi compreso nei confini della Slovacchia

In virtù del grande impatto causato dagli attacchi dei mongoli, il re Béla IV trascorse i decenni successivi a irrobustire le difese dell'Ungheria in preparazione di possibili future invasioni. Il processo passò per una serie di scelte politiche differenti. Innanzitutto, amalgamò i servientes e gli iobagiones castri in una nuova classe di cavalieri pesantemente corazzati e ben addestrati seguendo l'esempio dell'Europa occidentale. In precedenza il sistema difensivo del regno magiaro faceva leva quasi interamente su castelli in legno e sul ricorso alla cavalleria leggera. Nel 1247 concluse un accordo feudale con i Cavalieri di San Giovanni, assegnandogli la difesa del confine sud-orientale in cambio del loro aiuto nell'addestramento di un numero maggiore di unità di cavalleria pesante e nella realizzazione di ulteriori fortificazioni. Nel 1248, consentì al ceto medio ungherese di entrare al servizio di un nobile, a condizione che gli aristocratici armassero gli uomini adeguatamente per farli confluire nell'esercito della corona. I documenti dell'epoca affermano che «i nobili del nostro regno possono accedere al servizio militare dei vescovi nello stesso modo in cui possono servire altri nobili». Dopo il 1250, l'accesso fu esteso ai liberi proprietari di feudi di piccole o medie dimensioni che servivano direttamente sotto il re. Infine, ai nuovi coloni fu riservata una sorta di nobiltà "condizionale", in cambio dell'obbligo di combattere a cavallo e in armatura su richiesta del re. Nel 1259, il monarca magiaro chiese a papa Alessandro IV di fungere da tramite in scambi epistolari con Venezia, poiché voleva reclutare almeno 1 000 balestrieri (impiegare le balestre si rivelò una tattica assai efficace contro i mongoli, nonostante il numero relativamente ridotto che fu schierato dagli ungheresi nel 1241).
Per consolidare la sua nuova strategia difensiva, il re offrì sovvenzioni e ricompense a città e nobili in cambio della costruzione di fortificazioni in pietra. Le riforme alla fine diedero i loro frutti, in quanto, al tramonto del suo regno, Béla IV aveva supervisionato la costruzione di quasi un centinaio di nuove fortezze. Tra queste nuove strutture ve ne erano sessantasei che erano state realizzate in pietra su località sopraelevate. Si trattò di un'importante innovazione rispetto al 1241, poiché all'epoca il regno vantava solo dieci castelli in pietra, peraltro localizzati soprattutto a ovest (mentre i mongoli aggredirono innanzitutto le regioni orientali), lungo il confine con il ducato d'Austria.

### Ultimi prodromi della seconda invasione

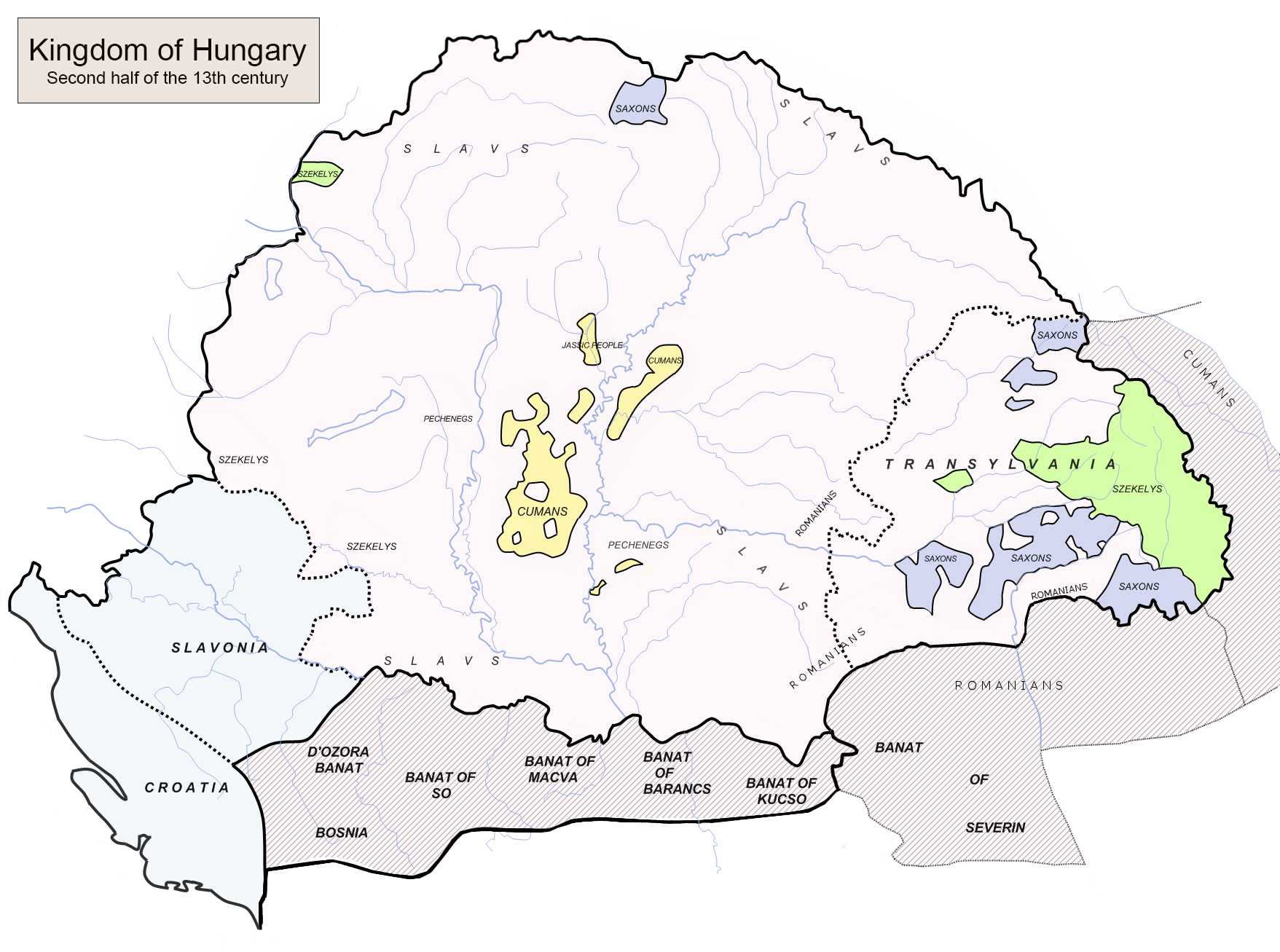
Il regno d'Ungheria nella seconda metà del XIII secolo

Nel 1254, Batu Khan propose un'alleanza matrimoniale alla corona magiara e convogliò un quarto del suo esercito verso l'Europa centrale e occidentale. In cambio, promise all'Ungheria che sarebbe stata risparmiata da qualsiasi obbligo di tributo e da una seconda campagna di distruzione. Béla preferì ignorare la richiesta, così come gli ulteriori ultimatum inviati nel 1259 e nel 1264, questa volta dal fratello e successore di Batu, Berke. Oltre a quanto già proposto, Berke propose altresì di concedere un quinto del bottino che sarebbe stato saccheggiato, ma ancora una volta Béla rifiutò. Le lettere scambiate tra Béla e la Santa Sede intorno al 1259 suggeriscono che i mongoli erano noti da decenni per la loro inaffidabilità, motivo per cui il papa dichiarò nelle missive l'inutilità della prospettiva di stipulare un simile accordo con i «perfidi» conquistatori.
Dopo la morte dei re Béla IV e Stefano V, nel 1262 salì al potere Ladislao IV. Per via delle origini di sua madre Elisabetta, gli venne riservato l'appellativo di Ladislao il Cumano. Negli anni successivi, le sue politiche anti-aristocratiche e anti-clericali si intensificarono, al punto che giunse persino ad arrestare un legato pontificio per una legge che imponeva ai Cumani pagani di convertirsi al cristianesimo. Inoltre, fece prigioniera la sua moglie cristiana, Elisabetta di Sicilia. Gli aristocratici radunarono un esercito e Lodomerio, arcivescovo di Strigonio, bandì una crociata contro il re ungherese. Tuttavia, quando i Cumani si ribellarono e invasero l'Ungheria nel 1282, Ladislao e i suoi nobili non esitarono a reprimere la ribellione e sconfissero gli aggressori nella battaglia del lago di Hód, vicino a Hódmezővásárhely. La Chronica Picta riferisce che Ladislao, «allo stesso modo del coraggioso Giosuè, si scagliò contro» i Cumani «per combattere in difesa del suo popolo e del suo regno».
Nonostante ciò, la reputazione del re soprattutto tra i suoi nobili non ne giovò particolarmente. Nel 1283 si stabilì tra i suoi sudditi cumani dopo aver ripudiato sua moglie e prese le donne cumane come amanti personali. È possibile che la ribellione cumana del 1282 spronò l'invasione mongola. I guerrieri cumani scacciati dall'Ungheria offrirono infatti i loro servizi a Nogai Khan, de facto a capo dell'Orda d'Oro, testimoniando in quell'occasione la precaria situazione politica che stava vivendo l'Ungheria. Intravedendo in questo scenario un'opportunità, Nogai decise di pianificare una vasta campagna contro il regno apparentemente debole.

## Forze in campo

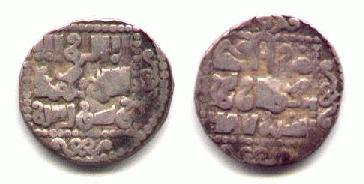
Monete d'argento di Talabuga

Nell'inverno del 1285, gli eserciti mongoli invasero l'Ungheria per la seconda volta. Come già accaduto nel 1241, i mongoli invasero l'Ungheria su due fronti. Nogai procedette con i suoi uomini nella Transilvania, mentre Töle-Buka (Talabuga) viaggiò attraverso la Transcarpazia e la Moravia. Un terzo contingente meno numeroso probabilmente si diresse verso le regioni centrali del regno, allo stesso modo del percorso compiuto da Kadan decenni prima. In sintesi, la campagna ripercorse i passi compiuti da Batu e Subutai quarant'anni anni prima, con Talabuga che attraversò il passo di Verecke e Nogai il Brassó per accedere in Transilvania. Sempre come nel 1241, i mongoli puntarono sulla velocità e sull'effetto sorpresa, nella speranza di annientare gli ungheresi quando ancora disuniti e di costringersi a trascorrere un duro inverno poiché privati dell'arrivo di nuove provviste. Lo scopo principale era quello di impedire a Ladislao di radunare abbastanza uomini per ingaggiarli in uno scontro dalla vasta portata. Poiché non vi era in corso alcuna guerra civile nell'Impero mongolo dell'epoca, così come l'Orda d'Oro non era impegnata in alcun conflitto esterno, Nogai poté schierare un esercito molto numeroso per quest'invasione. La Cronaca di Galizia e Volinia parla infatti di «una grande schiera», ma il totale degli uomini impiegati rimane discusso. È noto che l'esercito mongolo poté contare sulla cavalleria fornita dai propri vassalli, ovvero i principi ruteni, tra cui Leone I di Galizia e altri Stati satellite localizzati nel territorio delle moderne Ucraina e Bielorussia.
Stefan Krakowski ha ipotizzato che gli aggressori disponessero di un numero superiore alle 30 000 unità, ritenendo che invece questa cifra sia stata quella impiegata per l'invasione della Polonia del 1287-1288. Inoltre, ha sostenuto che la presenza fisica di Nogai e di Talabuga potrebbe risultare giustificata soltanto se si pensa a una campagna di saccheggio su larghissima scala. Peter Jackson, a seguito dell'analisi di alcuni documenti ungheresi coevi, ha ritenuto che l'esercito mongolo era molto numeroso, ma si è detto non sicuro al punto tale da poter dire se fosse più o meno grande per dimensioni rispetto al 1241-1242. Una lettera contemporanea di Benedetto, il prevosto di Strigonio, stimava la dimensione dell'esercito mongolo a 200 000 Si tratta quasi certamente di un'enorme esagerazione, poiché i mongoli non impiegarono quasi mai eserciti che superavano i 100 000 uomini. Un cronista austriaco di Salisburgo testimonia che l'accampamento militare mongolo si estendeva su una superficie pari a 16 km di larghezza e 10 di larghezza (non sono noti né la fonte da cui il cronista abbia ottenuto queste informazioni né se tale riferimento riguardi l'esercito di Nogai o quello Talabuga). La Cronaca di Galizia e Volinia stima le dimensioni dell'esercito mongolo in centinaia di migliaia, affermando che la sola colonna di Talabuga perse 100 000 uomini durante la marcia attraverso i Carpazi. Queste cifre sono ritenute sproporzionate ed eccessive dagli storici moderni.
Nel 1255, Guglielmo di Rubruck riferisce che gli ungheresi potevano radunare al massimo 30 000 soldati, uno scenario che probabilmente non era mutato drasticamente rispetto ai tre decenni passati. Si ignora quanti di questi sudditi furono mobilitati durante l'invasione mongola.

## L'invasione

### Ungheria centro-settentrionale, Transcarpazia e Transilvania occidentale
Talabuga, che guidava l'esercito principale nel nord dell'Ungheria, fu fermato da una forte nevicata che si scatenò su Carpazi. Durante la marcia, i suoi uomini patirono per via della logistica mal programmata, con il risultato che la carenza di cibo fu decisamente avvertita e causò la morte di migliaia di suoi soldati, come riferisce la Cronaca di Galizia e Volinia e alcune fonti polacche contemporanee. Al contrario, gli ungheresi si erano ben preparati all'evenienza di venire attaccati, motivo per cui già avevano accumulato varie scorte di cibo nei castelli. Dal canto loro i cronisti polacchi, ostili al re ungherese, affermano che Ladislao si rivelò troppo codardo per affrontare i mongoli in una battaglia diretta; molto probabilmente si tratta di un'interpretazione maliziosa della tattica adottata dal monarca magiaro, ovvero quello della terra bruciata, finalizzata a pregiudicare ancor di più la posizione dei mongoli.
All'inizio della campagna la forza d'invasione devastò l'Ungheria centrale e fece il suo ingresso a Pest. Pur avendola data alle fiamme, la città era stata da tempo abbandonata dai suoi abitanti, i quali erano fuggiti a sud e a ovest del Danubio. In quell'occasione, i membri della famiglia della regina Elisabetta scagliarono una potente ed efficace controffensiva contro i mongoli, mentre lei osservava in tutta sicurezza lo svolgimento delle operazioni dalle mura di Buda. Le forze di Talabuga incontrarono grandi difficoltà per via del gran numero di fortificazioni presenti e non riuscirono a espugnare alcun castello o cittadella fortificata. Tuttavia, aggredirono con ferocia la popolazione civile incontrata al di fuori delle mura ed eseguirono delle razzie fino al Danubio. Le forze ungheresi locali si scontrarono con i mongoli in varie località; il re conferì dei titoli a coloro che si erano distinti in battaglia, garantendo dei privilegi a funzionari minori quali Giorgio Baksa, Amedeo Aba, che era un suo parente, e Pietro Aba. Una di queste lotte ebbe luogo vicino al castello di Turusko (Trascău), dove i mongoli subirono una dura sconfitta riportando pesanti perdite, con 1 000 guerrieri che furono fatti prigionieri. L'esercito indebolito di Talabuga fu infine surclassato quando si scontrò frontalmente con l'esercito reale di Ladislao IV frettolosamente radunato sulle colline della Transilvania occidentale. L'esercito aveva beneficiato delle riforme attuate nei decenni precedenti e il numero dei cavalieri era salito rispetto a quelli che i mongoli sbaragliarono alcuni decenni prima a Mohi.

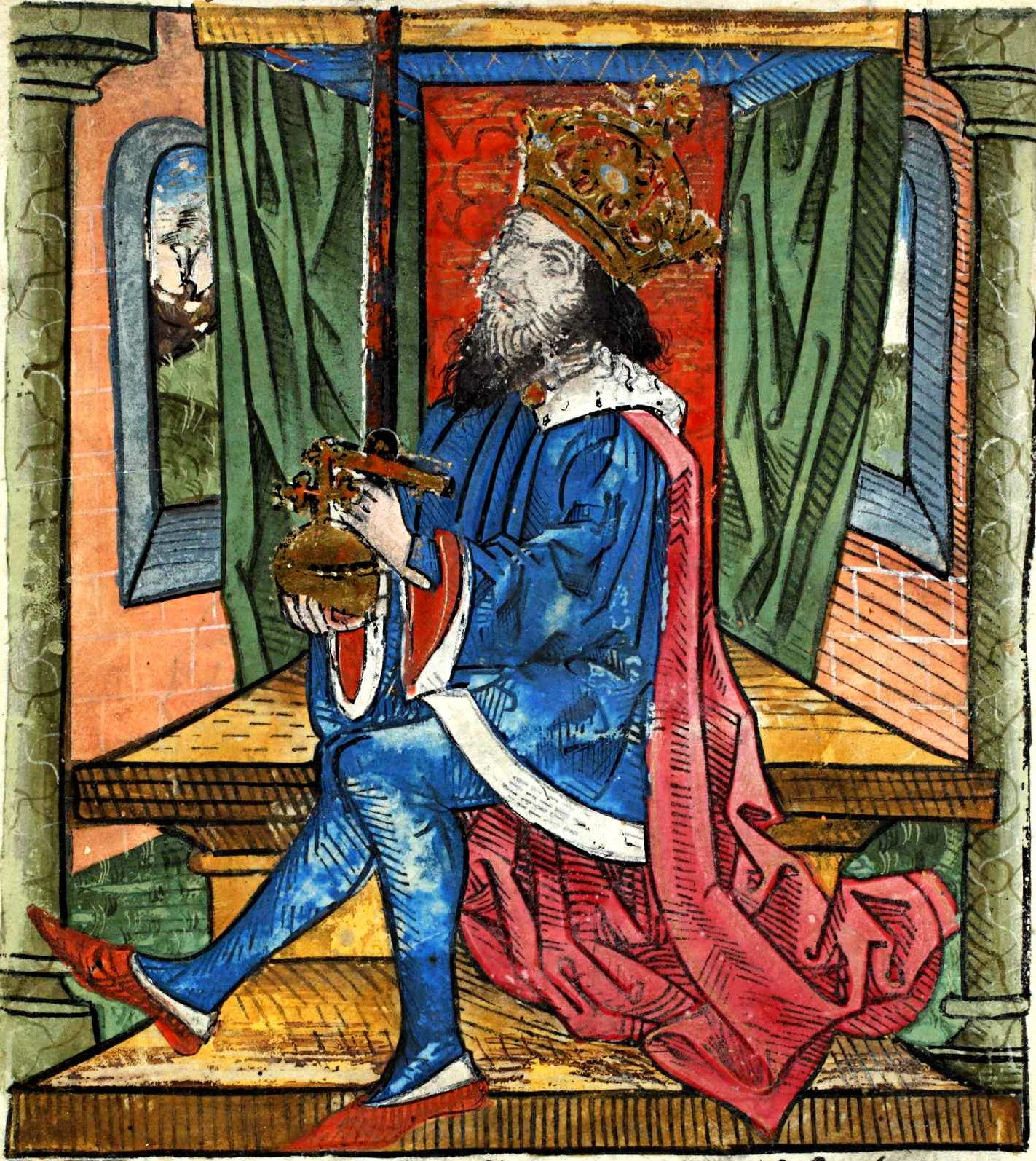
Ladislao IV d'Ungheria in una miniatura tratta dalla Chronica Hungarorum

Dopo la sconfitta, Talabuga ordinò una ritirata dall'Ungheria, ma il suo esercito cadde vittima di un'imboscata durante il ritorno compiuta dai siculi, che ricorsero alla cavalleria leggera. Quando tornò in territorio amico, Talabuga non appariva di fatto più al comando di un'armata, considerando che la maggior parte dei soldati sopravvissuta o era ferita o stava patendo la fame e le malattie. Secondo quanto riferito da un cronista dell'epoca, il quale verosimilmente enfatizzò la risonanza della ritirata, Talabuga tornò in Rutenia soltanto assieme a sua moglie e a un cavallo. Una volta raggiunta la Volinia, i suoi soldati affamati saccheggiarono le città dei suoi alleati e vassalli.

### Transilvania e pianure ungheresi
Nogai rimase in Transilvania fino alla primavera del 1286, dove saccheggiò alcune città e villaggi tra cui Szászrégen (Reghin), Brassó (Braşov) e Beszterce (Bistrița). Egli riuscì altresì a radere al suolo alcuni forti e città fortificate. Tuttavia, allo stesso modo di Talabuga, non riuscì ad assumere il controllo di alcuna fortificazione di una certa rilevanza strategica, ad eccezione del castello realizzato dai sassoni del bano Mikod Kökényesradnót, nella valle di Aranyos, la vecchia roccaforte reale di Torda (oggi Turda, in Romania). Dopo la sconfitta dell'armata principale di Talabuga, il re Ladislao IV guidò una spedizione volta a espellere le forze di Nogai dalla Transilvania. Il suo esercito giunse troppo tardi, poiché le forze di Nogai erano già state respinte per mano delle truppe ungheresi locali, principalmente composte da sassoni, da valacchi e siculi, comandati dal voivoda Roland Borșa. Ladislao si impegnò comunque per complicare ulteriormente il loro ritiro.

## Conseguenze
All'indomani dell'aggressione mongola, il bilancio delle operazioni poteva dirsi esattamente opposto a quello dell'invasione del 1241 per entrambe le fazioni. L'assalto fu respinto facilmente e i mongoli persero il grosso della loro forza d'invasione a causa di diversi mesi di fame, numerose piccole incursioni e due gravi sconfitte militari. Ciò si dovette principalmente alla nuova rete di fortificazioni e alle riforme militari compiute dai magiari. Non venne eseguita più alcuna grande campagna su larga scala ai confronti dell'Ungheria dopo il fallimento della campagna del 1285, sebbene incursioni su scala minore scatenate dall'Orda d'Oro continuarono a trascinarsi fino al XIV secolo. Meno di due anni dopo, si verificò la terza invasione mongola della Polonia, terminata anch'essa con una sconfitta per i mongoli poiché i difensori emularono le tattiche compiute dagli ungheresi nel 1285. Alle operazioni belliche partecipò un contingente ungherese guidato da Giorgio Baksa (noto anche come Giorgio di Sóvár). Fu probabilmente a titolo di rappresaglia per questo evento che, alla fine del 1288, una forza mongola aggredì la regione di Szepes (Spiš), sia pur con un numero risicato di uomini. Ancora una volta, gli stranieri vennero respinti e Baksa acquisì ulteriore prestigio in quel frangente.
Mentre la guerra culminata con una vittoria rappresentò per l'Ungheria un momento di forte coesione generale (sebbene al prezzo di pesanti perdite civili), essa si rivelò un disastro politico per il re. Come suo nonno prima di lui, molti nobili lo accusarono di aver invitato i mongoli nelle sue terre, a causa dei suoi presunti legami con i Cumani. Ad aggravare ulteriormente la posizione della corona si deve segnalare l'intervento di aristocratici più o meno potenti che intervennero per sopperire allo scarso contributo bellico fornito dal re. Dopo aver dimostrato le proprie capacità militari, l'efficienza delle proprie fortificazioni e forze armate e la propria capacità di garantire la sicurezza dei propri sudditi in misura maggiore rispetto al re o ai suoi dignitari, vari nobili locali ampliarono la propria rete di sostenitori e si ritennero legittimati a governare ampie regioni del regno in maniera autonoma. Le lotte misero in luce lo stato di crisi in cui versava l'erario magiaro, incapace di destinare risorse militari significative alla respinta degli invasori, e l'incapacità di compensare questa diminutio con abilità politiche.
Le pesanti perdite subite dai mongoli in questa guerra, combinate con la loro sconfitta in Polonia poco dopo (sebbene fossero riusciti a con successo a rendere la Bulgaria uno Stato vassallo nella stessa epoca), contribuirono a rendere pressoché nulle le operazioni militari su vasta scala compiute dall'Orda d'Oro nell'Europa centrale dopo gli anni ottanta del Duecento. Da quel momento in poi, gli attacchi mongoli in direzione dell'Ungheria e della Transilvania si limitarono a incursioni e saccheggi lungo le linee di frontiera. Nel XIV secolo, l'Orda d'Oro e gran parte dell'Impero mongolo non rappresentarono più una seria minaccia per l'Ungheria, nonostante le incursioni di frontiera proseguirono sotto Uzbek Khan. A testimoniare l'inversione dei rapporti forza, nel 1345, un esercito ungherese sotto il conte Andrea Lackfi assunse l'iniziativa ed eseguì dei saccheggi su vasta scala nel territorio mongolo, sconfiggendo il contingente dell'Orda d'Oro lì attivo e imponendosi in quei territori oggi compresi nei confini della Moldavia.